# Kaiyi X7 Kunlun
Kaiyi X7 Kunlun — выпускающийся с 2022 года кроссовер суббренда Kaiyi китайского автопроизводителя Chery Automobile.
Технически это аналог Chery Tiggo 8, но с полностью оригинальным кузовом и своим салоном.

## История
Модель была представлена в октябре 2022 года, продажи на домашнем рынке начались в первых числах 2023 года.
Цена модели на внутреннем рынке 106 900—239 900 юаней; для сравнения: Chery Tiggo 8 второго поколения стоит 124 900—171 900 юаней.

## Описание
В основе конструкции — модель от «материнской» компании Chery Tiggo 8, однако колёсная база растянута с 2710 до 2820 мм, причём в компании Kaiyi дали платформе собственное обозначение i-FA.
Дизайн полностью отличен от Chery Tiggo 8 — внешне у модели нет ни одного кузовного элемента, взаимозаменяемого с моделями Chery. Дизайн разработан под руководством Луи Вермерша, ранее работавшего в студии Pininfarina. Салон так же полностью отличен от Tiggo 8.
Двигатель и коробка передач такие же как у Chery Tiggo 8 — бензиновые турбомоторы объёмом 1.6 литра и мощностью 197 л. с. или объёмом 2.0 литра мощностью 254 л. с., работающие в паре с 7-ступенчатым преселективным «роботом», привод — передний.
В будущем анонсировано появление «гибридов», а также полноприводная версия.

## В России
В России производство методом крупноузловой сборки начато в декабре 2023 года калининградском заводе «Автотор», на рынке модель появилась в феврале 2024 года в двух комплектациях — Comfort и Luxury, по ценам от 2 998 000 — 3 475 000 рублей. Анонсировано появление полноприводной версии в середине 2025 года.